# 馬里昂 (伊利諾伊州)
馬里昂（英語：Marion）是一個位於美國伊利諾伊州威廉森縣的城市。根據2010年美國人口普查，該地人口為17193人，而該地的面積約為43.23平方千米。同時該地也是威廉森縣的縣治。

## 地理
馬里昂的座標為37°43′49″N 88°55′49″W / 37.73028°N 88.93028°W，而該地的平均海拔高度為158米（即518英尺）。